# ویلهلم بالتازار
ویلهلم بالتازار (به آلمانی: Wilhelm Balthasar) (۲ فوریه ۱۹۱۴ – ۳ ژوئیه ۱۹۴۱) نظامی و خلبان تک‌خال آلمانی در دوره رایش سوم بود که در جریان جنگ جهانی دوم در لوفت‌وافه خدمت کرد. بالتازار هنگام مرگش ۴۰ پیروزی هوایی در جنگ جهانی دوم و ۷ پیروزی هوایی در جنگ داخلی اسپانیا در کارنامه داشت.

## زندگی
ویلهلم بالتازار روز ۲ فوریه سال ۱۹۱۴ در فولدا زاده شد. پدرش سرگرد خلبان نیروی هوایی امپراتوری آلمان بود که ده ماه پس از تولد او در فلاندر کشته شد. بالتازار با قدم گذاشتن در مسیر پدر، سال ۱۹۳۵ به لوفت‌وافه پیوست. سال ۱۹۳۷ با درجه ستوان دوم، رزم را برای نخستین بار در جنگ داخلی اسپانیا تجربه کرد. در این کارزار با هواگرد شناسایی هائی ۷۰ و جنگنده‌های هائی ۵۱ و ب‌اف ۱۰۹ پرواز کرد. نخستین پیروزی هوایی او با سرنگون کردن یک هواگرد آی-۱۶ شوروی در روز ۲۰ ژانویه سال ۱۹۳۸ حاصل شد. سپس در یک عملکرد خارق‌العاده، روز ۷ فوریه، تنها در عرض ۶ دقیقه چهار هواگرد دشمن را سرنگون کرد. پیش از بازگشت به آلمان دو پیروزی هوایی دیگر هم در کارنامه او ثبت شد. مدت کوتاهی بعد در اوایل سال ۱۹۳۹ با پرواز ۴۰٬۰۰۰ به دور اروپا شهرت جهانی برای خود کسب کرد.
با آغاز جنگ جهانی دوم، بالتازار در کارزار لهستان در اواخر سال ۱۹۳۹ حاضر نبود. با این وجود عملکرد قابل‌توجهی در کارزار فرانسه در سال ۱۹۴۰ به عنوان فرمانده اسکادران ۷ جناح ۲۷ شکاری از خود نشان داد. تنها در روز ۶ ژوئن ۹ هواگرد فرانسوی را سرنگون کرد. بالتازار روز ۱۴ ژوئن، همان روزی که پاریس به دست آلمانی‌ها افتاد، به عنوان دومین نفر در لوفت‌وافه، مفتخر به دریافت نشان عالی صلیب شوالیه صلیب آهنین شد. بالتازار با درجه سروان، با ۲۳ پیروزی هوایی بر هواگردهای فرانسوی و بریتانیایی، موفق‌ترین خلبان تک‌خال آلمانی در نبرد فرانسه بود. علاوه بر این سیزده هواگرد دیگر را نیز بر روی زمین منهدم کرده بود.
بالتازار در جریان نبرد بریتانیا به عنوان فرمانده گروه ۳ جناح ۲۷ شکاری برگزیده شد. در درگیری‌های روز ۴ سپتامبر سال ۱۹۴۰ به شدت زخمی شد. به هر حال روز ۱۶ فوریه سال ۱۹۴۱، به عنوان جایگزین سرگرد هلموت ویک، به فرماندهی جناح ۲ شکاری ریشتهوفن رسید. هنگامی که بیشتر نیروهای لوفت‌وافه در آماده‌سازی برای عملیات بارباروسا، تهاجم به شوروی، ماه مه به مرزهای شرقی منتقل شدند، جناح ۲ شکاری همچنان در فرانسه باقی ماند. با وجود رنج بردن از آثار زخم پیشین و افزایش برتری قوای دشمن، بالتازار روز ۲۷ ژوئن سی‌ونهمین و چهلمین پیروزی هوایی خود را نیز کسب کرد.
در این هنگام مدل جدید ب‌اف ۱۰۹اف-۴ جایگزین مدل پیشین ب‌اف ۱۰۹ایی شد. بالتازار با دانش فنی که داشت و با آگاهی از ضعف ساختاری مدل جدید، دید خوبی به آن نداشت. به هر صورت تصمیم گرفت خود شخصا پرواز آزمایشی با آن بکند. روز ۳ ژوئیه در حال اجرای پرواز آزمایشی در نزدیکی ازبروک بود که مورد حمله چندین جنگنده اسپیت‌فایر بریتانیایی قرار گرفت. بلافاصله با هواگردهای دشمن درگیر شد. به هر صورت در این میانه هواگرد مسرشمیت او ناگهان با زمین برخورد کرد و سرگرد ویلهلم بالتازار در دم کشته شد. تحقیقات بعدی نشان داد جای هیچ گلوله‌ای بر هواگرد او وجود نداشت. یکی از بال‌ها زیر فشار در میانه رزم کنده شده بود. بالتازار هنگام مرگش ۴۰ پیروزی هوایی در جنگ جهانی دوم و ۷ پیروزی هوایی در جنگ داخلی اسپانیا در کارنامه داشت. برگ‌های بلوط صلیب شوالیه پیش از مرگ به او تعلق گرفته بود اما هنوز به او اعطا نشده بود. مدت کوتاهی پس از مرگ به درجه سرگرد ترفیع گرفت. طبق وصیتش، جسد او پس از تفحص، در گورستان در نزدیکی ابویل، در کنار پدرش دفن شد.

## کتابشناسی
- Mitcham, Samuel W.; Mueller, Gene (2012). Hitler's Commanders: Offers Of The Wehrmacht, The Luftwaffe, The Kriegsmarine And The Waffen-SS. Rowman & Littlefield Publishers. ISBN 978-1-4422-1154-4.